# Leucania indistincta
Leucania indistincta là một loài bướm đêm trong họ Noctuidae.